# Национальный состав населения России в 2002 году
Национальный состав населения России в 2002 году по данным Всероссийской переписи населения.
Всего было опрошено 145 166 731 человек.
Из них 1 460 751 своей национальности не указали.
42 980 назвали национальность, не указанную в основном списке.

## Алфавитный список национальностей с указанием численности
| # А Б В Г Д Е Ё Ж З И К Л М Н О П Р С Т У Ф Х Ц Ч Ш Щ Э Ю Я |

## А
- Абазины (абаза, ашхаруа, ашхарцы, тапанта): 37 942 чел.
- Абхазы (абжуйцы, апсуа, бзыбцы): 11 366 чел.
- Аварцы (аварал, маарулал): 814 473 чел. В том числе:
  - Андийцы (андии, андал, гванал, кваннал, куаннал): 21 808 чел.
  - Арчинцы (арчи, арчиб): 89 чел.
  - Ахвахцы (ахвалал, ашватл, ашвалъ): 6376 чел.
  - Багулалы (багвалалы, багвалинцы, багулав, гантляло, кванадлетцы, тлибишинцы, тлиссинцы): 40 чел.
  - Бежтинцы (капучины, хванал): 6198 чел.
  - Ботлихцы (буйхади): 16 чел.
  - Гинухцы (гъинухъес, гьенози): 531 чел.
  - Годоберинцы (гибдиди, ибдиди): 39 чел.
  - Гунзибцы (гунзал, нахада, хунзалис, хунзалы): 998 чел.
  - Дидойцы (цезы, цунтинцы): 15 256 чел.
  - Каратинцы (кирди): 6052 чел.
  - Тиндалы (идари, идери, тиндии, тиндинцы): 44 чел.
  - Хваршины (инхокваринцы, хваршал, хваршинцы, хуани): 128 чел.
  - Чамалалы (чамалинцы): 12 чел.
- Австрийцы[1](остеррайхе): 261 чел.
- Агулы (агул шуй, агулар, агульцы) 28 297 чел.
- Адыгейцы (абадзехи, адыгэ с языком адыгейским, бесленеевцы с языком адыгейским, бжедуги, мамхеги, махмеги, махмеговцы)[2]: 128 528 чел.
- Азербайджанцы (азербайджанлы, азербайджанлылар, тюрк с языком азербайджанским): 621 840 чел.
- Алеуты (ангагинас, сасигнан, унанах, унанган): 540 чел.
- Албанцы[1](арнауты, шкипетары): 272 чел.
- Алтайцы (алтай-кижи, кыпчак с языком алтайским, майминцы, найман с языком алтайским): 67 239 чел.
- Американцы: 1275 чел.
- Англичане: 529 чел.
- Арабы (алжирцы, арабы Объединённых Арабских Эмиратов, аравийцы, бахрейнцы, египтяне, иорданцы, иракцы, йеменцы, катарцы, кувейтцы, ливанцы, ливийцы, мавританцы, марокканцы, оманцы, палестинцы, саудовцы, сирийцы, суданцы, тунисцы): 10 630 чел.
- Арабы среднеазиатские (араби): 181 чел.
- Армяне (амшенцы, гай, донские армяне, крымские армяне, франк, хай, черкесогаи): 1 130 491 чел.
- Ассирийцы (айсоры, арамеи, асори, ассурайя, атурая, сурайя, халдеи): 13 649 чел.

## Б
- Баджуйцы[1](баджавидж, баджуведж, баджувцы): 21 чел.
- Балкарцы (малкарцы, малкъарлыла, таулу): 108 426 чел.
- Башкиры (башкорт, башкурт, казаки с языком башкирским, тептяри-башкиры, тептяри с языком башкирским): 1 673 389 чел.
- Белорусы (беларусы, брещуки, литвины с языком белорусским, литвяки с языком белорусским): 807 970 чел.
- Белуджи[1](балучи): 86 чел.
- Бенгальцы[1](бенгали): 489 чел.
- Бесермяне (бешермяне): 3122 чел.
- Болгары: 31 965 чел.
- Буряты (агинцы, баряат, буряад, казаки с языком бурятским, сартулы, хамниганы, хонгодоры, хоринцы, цонголы): 445 175 чел.

## В
- Венгры (мадьяр): 3768 чел.
- Вепсы (бепся, вепся, людиникат, лююдилайне с языком вепсским, чудь, чухари): 8240 чел.
- Водь (вадьякко, вадьялайн): 73 чел.
- Вьетнамцы (вьет ньгой): 26 206 чел.

## Г
- Гагаузы: 12 210 чел.
- Голландцы[1](нидерландцы): 334 чел.
- Греки (греки-ромеи, греки-эллины, грекос, понтиос, ромеи, ромеос, ромеюс, рум, румей, эллинос): 97 827 чел.
  - Греки-урумы (орум, урмей, урум): 54 чел.
- Грузины (картвели): 197 934 чел. В том числе:
  - Аджарцы (аджарели): 252 чел.
  - Ингилойцы (ингилой): 63 чел.
  - Лазы: 221 чел.
  - Мегрелы (маргали, мингрелы): 433 чел.
  - Сваны: 41 чел.

## Д
- Даргинцы (дарган, дарганти, урбуган): 510 156 чел.
  - Кайтагцы: 5 чел.
  - Кубачинцы (угбуган): 88 чел.

- Долганы (долган, дулган, саха с языком долганским): 7261 чел.
- Дунгане (лохуэйхуэй, хуэйхуэй): 801 чел.

## Е
- Евреи (ашкеназ, идн): 229 938 чел.
- Евреи горские (дагестанские евреи, даг-чуфут, джуфут, джухут, татские евреи, таты-иудаисты): 3394 чел.
- Евреи грузинские (эбраэли): 53 чел.
- Евреи среднеазиатские (бани исроил, бухарские евреи, дживут бухари, джугут, исроил, исроэл, яхуди, яхудои махали): 54 чел.
- Езиды (езды, иезиды, йезиды, эзды): 31 273 чел.

## И
- Ижорцы (ижора, изури, ингры, карьяляйн): 327 чел.
- Ингуши (галга): 413 016 чел.
- Индийцы хиндиязычные (хинди, хиндустанцы): 4980 чел.
- Испанцы: 1547 чел.
- Итальянцы: 862 чел.
- Ительмены (ительмень, камчадалы с языком ительменским): 3180 чел.

## К
- Кабардинцы (адыгэ с языком кабардинским, кабардей): 519 958 чел.
- Казахи (адай, аргын, берш, жагайбайлы, жаппас, керей, кыпчак с языком казахским, найман с языком казахским, ногай с языком казахским, степские казахи, табын, тама, торкара, туратинские казахи, уак): 653 962 чел.
- Калмыки (бузавы, большие дэрбэты, дербеты, дэрбеты, дюрбеты, дорвуды, казаки с языком калмыцким, ойраты, торгоуты, торгуты, хойты, элеты): 173 996 чел.
- Камчадалы: 2293 чел.
- Караимы (карай): 366 чел.
- Каракалпаки (калпак, каролпак): 1609 чел.
- Карачаевцы (карачай, карачайлыла, карачайлы): 192 182 чел.
- Карелы (карьяла, карьялайзет, карьялани, лаппи, ливвикёй, ливвики, ливгиляйне, людики, лююдикёй, лююдилайне с языком карельским): 93 344 чел.
- Кереки: 8 чел.
- Кеты (денг, дянь, кето, остяки с языком кетским): 1494 чел.
  - Юги (юген): 19 чел.
- Киргизы (кыргыз): 31 808 чел.
- Китайцы (хань, ханьжэнь, чжунго жэнь): 34 577 чел.
- Коми (зыряне, коми войтыр, коми-зыряне, коми йоз, коми морт): 293 406 чел.
  - Коми-ижемцы (ижемцы, изьватас): 15 607 чел.
- Коми-пермяки (коми с языком коми-пермяцким, коми морт с языком коми-пермяцким, коми отир, пермяки): 125 235 чел.
- Корейцы (корё сарам, хангук сарам, чосон сарам): 148 556 чел.
- Коряки (алюторцы, алутальу, апокваямыло, апукинцы, войкыпало, воямпольцы, каменцы, карагинцы, караныныльо, нымыланы, нымылгын, олюторцы, чавчу, чавчувены, чавчыв): 8743 чел.
- Крымчаки (евреи крымские): 157 чел.
- Кубинцы: 707 чел.
- Кумандинцы (кубанды, куманды, орё куманды, тадар-кижи с языком кумандинским, тюбере куманды): 3114 чел.
- Кумыки (кумук): 422 409 чел.
- Курды (курмандж): 19 607 чел.

## Л
- Лакцы (вулугуни, лак, лаки, лаккучу, тумал, яхолшу): 156 545 чел.
- Латыши (латвиетис, латвиеши): 28 520 чел.
  - Латгальцы (латгалитс, латгалиши): 1622 чел.
- Лезгины (ахтинцы, кюрегу, кюринцы, лезги, лезгияр): 411 535 чел.
- Литовцы (аукштайты, жемайты, летувник(-и), летувяй, литвины с языком литовским, литвяки/литваки с языком литовским): 45 569 чел.

## М
- Манси (вогулы, меньдси, моансь, остяки с языком мансийским): 11 432 чел.
- Марийцы (мар, мари, марий, черемисы): 604 298 чел.
  - Горные марийцы (курык марий): 18 515 чел.
  - Лугово-восточные марийцы (ветлужские марийцы, восточные (уральские) марийцы, вутла мари, кожла марий, лесные марийцы, луговые марийцы, олык марий): 56 119 чел.
- Молдаване (волохь, молдовень): 172 330 чел.
- Монголы (халха, халха-монголы, халхасцы): 2656 чел.
- Мордва (в том числе каратаи): 843 350 чел.
  - Мокшане (мокша, мокшане): 49 624 чел.
  - Эрзяне (эрзя, эрзяне, терюхане): 84 407 чел.

## Н
- Нагайбаки: 9600 чел.
- Нанайцы (гольды, нанай, нани с языком нанайским): 12 160 чел.
- Нганасаны (ня, тавгийцы): 834 чел.
- Негидальцы (амгун бэйенин, на бэйенин, негды, нясихагил, элькан дэйнин): 567 чел.
- Немцы (голендры, дейч, дойч, меннонитен, меннониты, немцы-меннониты): 597212 чел.
- Ненцы (не, ненач, ненэй ненэц, ненэйне, нещанг, пян хасова, хандеяры): 41 302 чел.
- Нивхи (гиляки, нибах, нивах, нивух, нивхгу, ньигвнгун): 5162 чел.
- Ногайцы (караногайцы, карагаши, ногай-карагаш, ногай): 90 666 чел.

## О
- Орочи (нани с языком орочским, ороч с языком орочским, орочён с языком орочским, орочисэл): 686 чел.
- Осетины (ирæттæ, ирон адæм): 514 875 чел.
  - Осетины-дигорцы (дигор, дигорон, дигорцы): 607 чел.
  - Осетины-иронцы (ирон, иронцы, кудайраг, кударцы): 97 чел.

## П
- Персы (иранцы, мавры, парс, фарс): 3821 чел.
- Поляки (поляци): 73 001 чел.
- Португальцы[1](португезез): 87 чел.
- Пуштуны (афганцы, патаны, пахтуны): 9800 чел.

## Р
- Румыны (ромынь): 5308 чел.
- Русины (бойки, карпатороссы, лемки): 97 чел.
- Русские (затундренные крестьяне, индигирщики, каменщики, карымы, кержаки, колымские, колымчане, ленские старожилы, мезенцы, обские старожилы, походчане, русско-устьинцы, семейские, якутяне, ямские):115 889 107 чел.
  - Казаки: 140 028 чел.
  - Поморы (канинские поморы): 6571 чел.
- Рутульцы (мегьебор, мых абдыр, мюхадар, рутул, хинатбы, хновцы): 29 929 чел.
- Рушанцы[1](рушони, рухни): 27 чел.

## С
- Саамы (лопари, саами): 1991 чел.
- Селькупы (остяки с языком селькупским, сёлькуп, суссе кум, чумыль-куп, шелькуп, шешкум): 4249 чел.
- Сербы: 4156 чел.
- Словаки: 568 чел.
- Сойоты: 2769 чел.

## Т
- Табасараны (кабган, кабгинцы, табасаранцы): 131 785 чел.
- Таджики (тоджик): 120 136 чел.
- Тазы (удэ с языком китайским или русским): 276 чел.
- Талыши (талышон): 2548 чел.
- Татары (казанлы, казанские татары, каринские (нукратские) татары, касимовские татары, мещеряки, мишари, мишэр, татар, тептяри с языком татарским, тептяри-татары): 5 554 601 чел.
  - Астраханские татары (алабугатские татары, юртовские татары): 2003 чел.
  - Кряшены (крещеные, крещенцы, крещеные татары): 24 668 чел.
  - Татары сибирские (бараба, барабинцы, бохарлы, бухарцы, заболотные татары, калмаки, курдакско-саргатские татары, параба, сибир татарлар, тарлик, тарские татары, тевризские татары, тоболик, тобольские татары, тураминцы, тюменско-тюринские татары, чаты, эуштинцы, ясколбинские татары): 9611 чел.
- Татары крымские (кърым татарлар, ногаи крымские, нугай татар, тат с языком крымскотатарским): 4131 чел.
- Таты (тат, таты-азербайджанцы): 2303 чел.
- Теленгиты (телесы): 2399 чел.
- Телеуты (тадар-кижи с языком телеутским): 2650 чел.
- Тофалары (карагасы, тофа): 837 чел.
- Тубалары (туба): 1565 чел.
- Тувинцы (тува, тыва, тыва-кижи): 243 442 чел.
  - Тувинцы-тоджинцы (тоджинцы, туга, туха): 4442 чел.
- Турки (османы, турки-батумцы, турки-османы, турки-сухумцы, тюрк с языком турецким): 92 415 чел.
- Турки-месхетинцы: 3257 чел.
- Туркмены (трухмены, тюрк с языком туркменским): 33 053 чел.

## У
- Удины (уди, ути): 3721 чел.
- Удмурты (вотяки, вудмурт, одморт, одмурт, удморт, укморт, урморт, уртморт): 636 906 чел.
- Удэгейцы (удэ, удэхе, удэхейцы): 1657 чел.
- Узбеки (озбак, тюрк с языком узбекским): 122 916 чел.
- Уйгуры (илийцы, кашгарцы, таранчи): 2867 чел.
- Украинцы (буковинцы, верховинцы, гуцулы, казаки с языком украинским): 2 942 961 чел.
- Ульта (ороки) (ороч с языком ульта, орочён с языком ульта, уйльта, ульта, ульча с языком ульта): 346 чел.
- Ульчи (мангуны, нани, ульча с языком ульчским): 2913 чел.

## Ф
- Финны (суомалайсет, суоми): 34 050 чел.
  - Финны-ингерманландцы (ингерманландцы, инкерилайнен): 314 чел.
- Французы: 819 чел.

## Х
- Хакасы (качинцы, койбалы, кызыл, кызыльцы, сагай, сагайцы, тадар, тадар-кижи с языком хакасским, хаас, хааш, хойбал, хызыл): 75 622 чел.
- Ханты (кантага ях, остяки с языком хантыйским, хандэ, ханти, хантых, хантэ): 28 678 чел.
- Хемшилы (хамшены, хамшецы, хемшины): 1542 чел.
- Хорваты[1](хрвати): 412 чел.

## Ц
- Цахуры (йыхбы): 10 366 чел.
- Цыгане (дом, ром, рома, сэрвы): 182 766 чел.
- Люли (гурбат, джуги, люли, мугат, мультони, тавоктарош): 486 чел.

## Ч
- Челканцы (чалканцы): 855 чел.
- Черкесы (адыгэ с языком черкесским, бесленеевцы с языком кабардино-черкесским, бесленеи): 60 517 чел.
- Черногорцы[1](црногорци): 131 чел.
- Чехи (мораване): 2904 чел.
- Чеченцы (нохчий, чаан): 1 360 253 чел.
  - Аккинцы (аккинцы, ауховцы): 218 чел.
- Чуванцы (атали, марковцы, этели): 1087 чел.
- Чуваши (анатри, вирьял, мижерь, чаваш): 1 637 094 чел.
- Чукчи (анкалын, анкальын, луораветлан, лыгъоравэтлят, чаучу): 15 767 чел.
- Чулымцы (карагасы томские, чулымские татары, чулымские тюрки): 656 чел.

## Ш
- Шапсуги 3231 чел.
- Шведы[1](свенскар) 295 чел.
- Шорцы (тадар-кижи с языком шорским, шор-кижи): 13 975 чел.
- Шугнанцы[1](шугни, хугни, хунуни): 14 чел.

## Э
- Эвенки (илэ, манегры, мурчен, орочён с языком эвенкийским, тонгус, тунгусы с языком эвенкийским): 35 527 чел.
- Эвены (илкан, ламут, ламут-наматкан, мэнэ, овен, овон, ороч с языком эвенским, орочёл, орочель, орочён с языком эвенским, тунгусы с языком эвенским, тургэхал, ывын, эбэн, эвон, эвын, эвэн, эвэс): 19 071 чел.
- Энцы (могади, пэ-бай, эньчо): 237 чел.
- Эскимосы (сиренигмит, уназигмит, юпагыт, юпит): 1750 чел.
- Эстонцы (чухонцы, эсты): 28 113 чел.
  - Сету (полуверцы, сето, сету): 197 чел.

## Ю
- Юкагиры (алаи, ваду, деткиль, дудки, одул, омоки, хангайцы): 1509 чел.

## Я
- Якуты (саха): 443 852 чел.
- Японцы (нихондзин): 835 чел.

## «Новые» народы и этнические группы
В данной переписи был выделен ряд названий этнических групп, не выделявшихся или объединявшихся с другими на стадии обработки (по разным причинам) в советское время. Многие из этих этносов выделялись в переписи 1926 и/или 1897 годов.
Так, в Дагестане были выделены (в составе аварцев) все андийские и цезские народы, в советское время автоматически включавшиеся в «аварцы» без какого-либо выделения. На юге России в некоторых населённых пунктах до 80 % жителей записались как казаки. В Архангельской области люди, объявившие себя поморами, написали письмо президенту с просьбой о признании отдельного народа: поморы были выделены, как и казаки (с русским языком), в составе русских. В Пермской области (крае) в сёлах Паршакова, Ванькова и Антипина Антипинской сельской администрации, а также в селе Верх-Язьва Красновишерского района несколько человек назвались коми-язьвинцами (коми йоз) — включены в состав коми. Коми-ижемцы же выделены как этническая группа в составе коми. В Удмуртии было выявлено около 3 тысяч бесермян. На Камчатке вновь появились обрусевшие камчадалы; на западе Бурятии — обурятившиеся сойоты (тыва по происхождению). Отдельно выделены ранее включаемые в алтайцы малые народы Алтая, Алтайского края и Кемеровской области: телеуты, теленгиты, тубалары, кумандинцы, челканцы. Среди татар выделены кряшены, астраханские и сибирские татары. В Набережных Челнах нашлось несколько мишар, представителей субэтнической группы татар. Среди мордвы выделены как субэтносы эрзя и мокша, а среди марийцев — горные марийцы и лугово-восточные марийцы, языки которых имеют различия между собой. Отдельно от адыгейцев выделены шапсуги, проживающие в Краснодарском крае. Среди эстонцев выделена субэтническая группа сету, живущая в Печорском районе Псковской области. Появились армяне-мусульмане хемшилы и близкая курдам этногруппа езиды.
В целом, на первом месте по численности были русские, а самым многочисленным этническим меньшинством были татары.

## Другие и вымышленные народы
Варианты ответов на вопрос о национальной принадлежности, не перечисленные выше из официального перечня 2002, то есть другие (имевшие по одному — несколько (десятков) человек и ранее не выделявшиеся в предыдущих переписях населения) дали 42 980 человек. С учётом ещё ряда народов, учтённых в Основных итогах Всероссийской переписи населения 2002 года (М.: Госкомстат, 2003) и в расширенных списках встретившихся при переписи вариантов самоопределения национальности (бенгальцы, хорваты, голландцы, шведы, албанцы, австрийцы, черногорцы, португальцы, белуджи, рушанцы, баджуйцы, шугнанцы) эта цифра составляет 40 551 человек.
Среди выдуманных «народов»: иркуты, атыгийцы, чучмеки, москвичи, джедаи, гномы, лешие, орки, гоблины, хоббиты, полудницы, эльфы, толкинисты, марсиане и многие другие, всего более 430 уникальных названий. Численность многих из них значительно превышает малочисленные народы Севера. По утверждениям журналистов Бориса Кагарлицкого и Орхана Джемаля, на основании итогов переписи они имеют полное основание требовать (подобно другим малым народам) особого статуса: от создания собственных школ до представительства в органах власти, хотя в официально опубликованных итогах переписи конкретные фантастические «национальности» и их численность вообще не упоминаются. По данным некоторых СМИ, ссылающихся и на Госкомстат, в России проживают и соблюдают свои культурные и религиозные традиции сказочные средиземцы — эльфы и хоббиты, а также «джедаи» — пришельцы из космоса, скифы, вавилоняне, римляне, инки и прочие представители давно исчезнувших народов. Марсиан насчитывается несколько сотен.

## Статистика
| Национальность | Ср.возраст | Муж. | Жен. | Городские | Гор.муж. | Гор.жен. | Сельские | Сел.муж. | Сел.жен. | Дети/жен. (возр. 15+) | Дети/жен. (возр. 35+) |
| -------------- | ---------- | ---- | ---- | --------- | -------- | -------- | -------- | -------- | -------- | --------------------- | --------------------- |
| Русские        | 37,6       | 34,0 | 40,5 | 37,1      | 33,5     | 40,1     | 39,0     | 35,7     | 41,7     | 1,446                 | 1,828                 |
| Татары         | 37,7       | 35,3 | 39,6 | 37,2      | 34,7     | 39,1     | 38,8     | 36,5     | 41,1     | 1,711                 | 2,204                 |
| Украинцы       | 45,9       | 44,7 | 47,3 | 45,6      | 44,5     | 46,8     | 47,0     | 45,2     | 49,0     | 1,726                 | 1,946                 |
| Башкиры        | 34,2       | 32,1 | 36,2 | 32,9      | 30,6     | 34,7     | 35,4     | 33,3     | 37,6     | 1,969                 | 2,658                 |
| Чуваши         | 38,6       | 36,4 | 40,4 | 37,9      | 36,3     | 39,1     | 39,4     | 36,5     | 42,5     | 1,884                 | 2,379                 |
| Чеченцы        | 22,8       | 22,1 | 23,5 | 22,9      | 22,5     | 23,4     | 22,7     | 21,9     | 23,5     | 2,163                 | 3,456                 |
| Армяне         | 32,8       | 33,4 | 32,0 | 33,0      | 33,7     | 32,2     | 32,1     | 32,6     | 31,5     | 1,680                 | 2,225                 |
| Мордва         | 44,4       | 42,1 | 46,9 | 44,2      | 42,3     | 45,9     | 44,7     | 41,7     | 48,5     | 1,986                 | 2,303                 |
| Аварцы         | 24,6       | 23,8 | 25,4 | 23,8      | 23,4     | 24,1     | 25,1     | 24,0     | 26,2     | 2,090                 | 3,319                 |
| Белорусы       | 48,0       | 45,9 | 50,2 | 47,7      | 45,8     | 49,6     | 49,1     | 46,1     | 52,4     | 1,765                 | 1,941                 |
| Киргизы        | 30,2       | 29,4 | 31,0 | 29,5      | 29,0     | 30,1     | 30,6     | 29,7     | 31,4     | 2,015                 | 2,964                 |
| Удмурты        | 40,0       | 37,4 | 42,0 | 41,2      | 39,0     | 42,6     | 38,9     | 36,1     | 41,3     | 1,930                 | 2,378                 |
| Азербайджанцы  | 29,5       | 31,9 | 24,6 | 30,0      | 32,3     | 24,7     | 26,5     | 28,7     | 24,1     | 1,830                 | 2,619                 |
| Марийцы        | 36,7       | 34,5 | 38,5 | 36,4      | 34,6     | 37,7     | 36,9     | 34,5     | 39,3     | 1,917                 | 2,493                 |
| Немцы          | 39,7       | 38,2 | 41,2 | 39,6      | 38,0     | 41,0     | 40,0     | 38,4     | 41,4     | 1,864                 | 2,443                 |
| Кабардинцы     | 28,2       | 27,1 | 29,3 | 28,8      | 27,4     | 30,2     | 27,7     | 26,9     | 28,4     | 1,799                 | 2,654                 |
| Осетины        | 34,1       | 32,5 | 35,7 | 34,0      | 32,2     | 35,7     | 34,4     | 33,2     | 35,6     | 1,665                 | 2,267                 |
| Даргинцы       | 24,6       | 23,9 | 25,3 | 24,3      | 23,8     | 24,8     | 24,8     | 24,0     | 25,6     | 2,162                 | 3,476                 |
| Буряты         | 28,6       | 26,6 | 30,5 | 27,6      | 25,7     | 29,5     | 29,5     | 27,4     | 31,5     | 1,949                 | 2,861                 |
| Якуты          | 26,9       | 25,1 | 28,7 | 26,9      | 25,2     | 28,5     | 27,0     | 25,1     | 28,8     | 1,972                 | 2,843                 |
| Кумыки         | 24,6       | 23,7 | 25,4 | 24,8      | 23,9     | 25,6     | 24,4     | 23,5     | 25,2     | 1,977                 | 3,123                 |
| Ингуши         | 22,7       | 22,4 | 23,0 | 22,9      | 22,5     | 23,4     | 22,5     | 22,3     | 22,7     | 2,325                 | 4,050                 |
| Лезгины        | 25,4       | 25,2 | 25,7 | 25,0      | 25,2     | 24,8     | 25,9     | 25,2     | 26,6     | 2,045                 | 3,275                 |
| Коми           | 38,8       | 35,8 | 41,0 | 39,4      | 35,5     | 41,6     | 38,3     | 36,0     | 40,4     | 1,869                 | 2,363                 |
| Тувинцы        | 23,0       | 21,7 | 24,2 | 22,3      | 21,4     | 23,3     | 23,6     | 22,0     | 25,1     | 1,996                 | 3,407                 |
| Евреи          | 57,5       | 55,7 | 61,1 | 57,6      | 55,7     | 61,2     | 53,5     | 52,0     | 55,3     | 1,264                 | 1,371                 |
| Карачаевцы     | 29,5       | 28,3 | 30,5 | 27,6      | 26,4     | 28,9     | 30,5     | 29,5     | 31,5     | 1,860                 | 2,836                 |
| Калмыки        | 31,3       | 29,2 | 33,3 | 28,6      | 26,3     | 31,3     | 33,9     | 32,6     | 35,1     | 1,853                 | 2,625                 |
| Адыги          | 34,2       | 32,4 | 36,0 | 32,0      | 30,3     | 33,7     | 36,2     | 34,2     | 38,2     | 1,757                 | 2,363                 |
| Коми-пермяки   | 40,8       | 38,6 | 42,7 | 41,3      | 39,5     | 42,5     | 40,5     | 38,1     | 42,8     | 2,145                 | 2,604                 |
| Балкарцы       | 30,1       | 29,5 | 30,7 | 29,3      | 28,8     | 29,8     | 30,9     | 30,1     | 31,9     | 1,689                 | 2,624                 |
| Карелы         | 45,7       | 42,4 | 48,6 | 44,7      | 41,3     | 47,2     | 47,0     | 43,5     | 51,2     | 1,823                 | 2,108                 |
| Казахи         | 30,7       | 28,4 | 32,9 | 30,1      | 27,9     | 32,4     | 31,2     | 28,8     | 33,5     | 1,872                 | 2,609                 |
| Алтайцы        | 27,5       | 25,5 | 29,4 | 22,7      | 21,5     | 24,2     | 28,9     | 26,9     | 30,8     | 2,021                 | 2,933                 |
| Черкесы        | 31,2       | 30,1 | 32,3 | 29,7      | 28,3     | 30,9     | 32,1     | 31,1     | 33,3     | 1,807                 | 2,607                 |